# ألثيا هينلي
ألثيا هينلي (بالإنجليزية: Althea Henley)‏ هي ممثلة أمريكية، ولدت في 23 يوليو 1911 في Egypt, Pennsylvania ‏ في الولايات المتحدة، وتوفيت في 25 أبريل 1996 في Smith's Island, Bermuda ‏ في المملكة المتحدة.

## وصلات خارجية
- ألثيا هينلي على موقع IMDb (الإنجليزية)